# فيجاي كومار تشاودري
فيجاي كومار تشاودري هو سياسي هندي، ولد في 8 يناير 1957 في Dalsinghsarai ‏ في الهند. نشط حزبياً في المؤتمر الوطني الهندي. وقد انتخب Member of the Bihar Legislative Assembly ‏.